# Pyrope
Le pyrope est une variété magnésienne et alumineuse de la famille des grenats. Comme pour la plupart des minéraux la couleur dépend entre autres de la présence de certains éléments comme le fer ou le chrome. Ainsi, un pyrope pur sera presque incolore . Les pyropes naturels n'étant en réalité jamais purs mais une solution solide entre les différents pôles purs du grenat ils sont le plus souvent colorés, en rouge dans le cas d'un mélange entre le pyrope et l'almandin.
Les gisements sont magmatiques dans les roches ultrabasiques, il accompagne les gisements de diamant et il est abondant dans les alluvions.

## Gisements
- Allemagne (Zöblitz)
- Afrique du Sud
- Australie
- Sri Lanka
- République Tchèque

## Utilisation
Utilisé pour les divers instruments de coupe, de polissage et de forage mais aussi en pierre fine (facettes, cabochons, polissage au tonneau).

## Variétés
- Rhodolite